# Lauren Fendrick
Lauren Fendrick (San Diego, 20 marzo 1982) è una giocatrice di beach volley statunitense.

## Palmarès

### Mondiali
- 1 medaglia:
  - 1 argento (Vienna 2017)